# Kinga Bóta
Kinga Bota (22 août 1977) est une kayakiste hongroise pratiquant la course en ligne.